# Тенишев, Шакир Сабиржанович
Шакир Сабиржанович Тенишев (6 марта 1919, Коммунарск — 17 февраля 2011, Нальчик, РФ) — известный советский альпинист, тренер по альпинизму, организатор альпинистских мероприятий, Мастер спорта СССР по альпинизму (1952). Один из основателей альпинизма в Кабардино-Балкарии и организатор первого клуба альпинистов в СССР (1935). Организатор и руководитель пяти массовых альпиниад на Эльбрус. Заслуженный тренер СССР по альпинизму (1965). Награждён орденами Отечественной войны II степени, Славы II степени. Отличник физической культуры (1959).

## Биография
Родился 6 марта 1919 года в городе Коммунарске Ворошиловградской области. В 1930-е годы семья Тенишева переехала в Кабардино-Балкарию.
В 1937 году окончил Всесоюзную школу инструкторов альпинизма (1937), педрабфак в Нальчике и исторический факультет Кабардино-Балкарского государственного педагогического института в 1941 году.
В годы Великой Отечественной войны участвовал в операциях на границах с Ираном и Турцией, участвовал в освобождении Северного Кавказа, воевал в составе Артиллерийской бригады БМ в последующем переведён в противотанковую артиллерийскую часть 18-й Армии на Малой Земле. Был контужен, тяжело ранен. За мужество и отвагу награждён орденами Отечественной войны II степени, Славы II степени и медалями «За оборону Кавказа», «За Победу над Германией» и др.
После окончания войны был одним из тех (наряду с другими инструкторами — В. Андрюшко, В. Вяльцевым, Л. Пузенко, И. Ульяновым), кто возрождал альпинизм в СССР.
Умер 17 февраля 2011 года в Нальчике. Похоронен там же.

## Альпинистская деятельность
Свои первые альпинистские восхождения Тенишев совершил в январе 1936: Фытнаргин (4123 м) и траверс вершин Скалистого хребта.

### Профессиональная работа
В 1949—1951 годах работал инструктором альпинизма в топографических отрядах по триангуляции Кавказа (районы Караугом, Безенги, Приэльбрусье), в 1952—1953 годах — инструктор горной подготовки воинских частей Северо-Кавказского военного округа. Руководил бригадами альпинистов по очистке автодорог в Баксанском, Чегемском и Черекском ущельях.
В 1952—1954 годах участвовал во внедрении альпинистской техники в организацию безопасности горных работ на рудниках Тырныаузского вольфрамо-молибденового комбината. Обеспечивал безопасное восхождение на Казбек курсантов владикавказского Военного училища.

### Некоторые достижения
- 1938 — восхождение на Ушбу.
- 1949 — массовая альпиниада на Эльбрус, под руководством Тенишева на Западную вершину поднялись 14 человек.
- 1951 — В. Пелевин (ЗМС СССР по альпинизму, руководитель), И. Леонов, В. Рубанов, Ш. Тенишев за 13 дней совершили траверс всех вершин горных массивов Ушба — Шхельды. 2-е место чемпионата СССР по альпинизму (класс траверсов)[2]. За это достижение Ш. Тенишеву и В. Рубанову были присвоены звания Мастер спорта СССР по альпинизму.
- 1953, ноябрь — Ш. Тенишев (руководитель), Зимин, Нешев, Занилов, Мурзаев, М. Хергиан, Степанов, Ломакин и Логунов совершили зимнее восхождение на Восточную вершину Тютю-Баши.
- 1954 — П. Буданов, И. Леонов, В. Мартынов, В. Рубанов, Ш. Тенишев, Ф. Улумбеков совершили первый траверс массивов вершин Чатынтау (подъём по северной стене), обеих вершин Ушбы и всего массива Пика Мозери. 1-е место чемпионата СССР по альпинизму (класс траверсов)[2].
- 1956 — Тенишев руководил массовым траверсом всех вершин Шхельды-Тау (5-Б категория сложности) с запада на восток. Впервые такой сложный траверс был выполнен одиннадцатью альпинистами.
- 1958 — И. Кахиани, Ш. Маргиани, И. Полевой, Ш. Тенишев, М. В. Хергиани, М. К. Хергиани совершили восхождение на центральную вершину массива Тютю-баши по северной стене. 3-е место чемпионата СССР по альпинизму (класс технически сложных восхождений)[2].
- 1966 — М. Залиханов, X. Залиханов, Л. Занилов, И. Кахиани, А. Керимов, Г. Колесников, М. Курданов, В. Наугольный, Ю. Порохня, Г. Степанов, Ш. Тенишев, А. Харченко, С. Шацкий, С. Шведов в составе сборной команды Кабардино-Балкарии за восхождение на Памире по северной стене на пик Таджикистана и на безымянную вершину (которую по праву первовосходителей позже назвали Пиком Кабардино-Балкарии) на первенство СССР получили золотые медали чемпионов.
- 1990 — Награжден жетоном «Почетный знак спасательного отряда».

Всего Тенишев совершил более 200 сложных высококатегорийных восхождений. В течение длительного времени Тенишев являлся старшим тренером сборных команд КБАССР по альпинизму — многократных победителей чемпионатов СССР по альпинизму.

### Альпинисты, подготовленные Тенишевым
Всего Тенишев подготовил несколько сот альпинистов высоких спортивных разрядов и несколько сот инструкторов горного туризма. Ниже представлены некоторые из них.

#### Альпинисты высшей квалификации
- Залиханов Михаил Чоккаевич, мастер спорта СССР международного класса по альпинизму (1968)
- Леженин Алексей Иванович
- Леженин Анатолий Иванович
- Мамишев Кашиф Мелович
- Мамишев Наурби Мелович
- Наугольный Виктор
- Степанов Гелий Владимирович, мастер спорта СССР международного класса по альпинизму (1968)